# Ferme Allègre
Pour les articles homonymes, voir Allègre (homonymie).
La ferme Allègre est une ferme située sur la commune de Val d'Arcomie, dans le département français du Cantal en région Auvergne-Rhône-Alpes.
Cette ferme illustre typiquement les exploitations agricoles de taille moyenne dans les régions montagneuses de l'ouest de l'Auvergne.

## Localisation
La ferme est située dans l'ancienne commune française de Loubaresse, au sein de la Margeride, à proximité de la Truyère.

## Historique
La construction initiale de la première maison remonte à la fin du XVIIIe siècle, sous la direction de Pierre Crozat, comme en témoignent les inscriptions de son nom sur la porte de la grange et le manteau de la cheminée, datées de 1788 et 1793. Entre 1840 et 1850, des extensions ont été ajoutées au logis et des ouvertures régulières ont été aménagées,.

## Description
Au début du XIXe siècle, la ferme était organisée comme une maison-bloc, avec ce qui correspond maintenant à la grange-étable. À cette époque, l'accès à la salle commune se faisait à travers l'étable. Aujourd'hui, cette ferme se compose de la grange-étable d'origine, prolongée par une maison d'habitation à un étage. Sa façade est tournée vers une cour où sont disposés le rucher, le bûcher, la soue, le hangar et le four à pain. Au sud, un petit enclos délimite le verger et le jardin, comprenant des plantes médicinales et un potager. 

## Protection
La ferme Allègre, également connue sous le nom de maison du Paysan, y compris ses cheminées, ses lits clos, sa souillarde et tous ses aménagements intérieurs, est inscrite au titre des monuments historiques par arrêté du 12 février 1987.

## Valorisation du patrimoine
Incluse dans l'écomusée de Margeride, la ferme est ouverte aux visiteurs pendant la période estivale, proposant des animations ainsi que la démonstration de la fabrication du pain et des brioches cuits au feu de bois.